# Macedońska Wikipedia
Macedońska Wikipedia – edycja Wikipedii tworzona w języku macedońskim.
W dniu 22 czerwca 2007 macedońska Wikipedia przekroczyła kamień milowy 10 000 artykułów.
Na dzień 7 listopada 2008 roku edycja ta przekroczyła kamień milowy 100 000 artykułów, co klasyfikowało ją na 71-91 miejscu wśród wszystkich edycji językowych Wikipedii. Obecnie na dzień 3 stycznia 2022 r. posiada 22 582 artykułów.